# 121. Infanterie-Division (Deutsches Kaiserreich)
Die 121. Infanterie-Division war ein Großverband der Preußischen Armee im Ersten Weltkrieg.

## Geschichte
Die Division wurde am 19. März 1915 gebildet und zunächst an der Westfront eingesetzt, im Juli 1916 an die Ostfront verlegt und trat schließlich ab Juni 1917 wieder im Westen an. Nach dem Kriegsende kehrten die Reste des Großverbandes in die Heimat zurück, wurden dort demobilisiert und schließlich aufgelöst.

### Gefechtskalender

#### 1915
- ab 6. Mai --- Kämpfe zwischen Maas und Mosel

#### 1916
- bis 1. März – Kämpfe zwischen Maas und Mosel
- 04. März bis 7. Mai – Schlacht bei Verdun
  - 31. März – Erstürmung des Steinbruchs bei Dorf Vaux
- 08. bis 22. Mai – Reserve der OHL
- 23. Mai bis 23. Juni – Stellungskämpfe zwischen Somme und Oise
- 24. Juni bis 8. Juli – Schlacht an der Somme
- 08. bis 16. Juli – Transport nach dem Osten
- 16. bis 27. Juli – Kämpfe am oberen Styr-Stochod
- 28. Juli bis 4. November – Schlacht bei Kowel
- 05. November bis 12. Dezember – Stellungskämpfe am oberen Styr-Stochod
- ab 18. Dezember – Stellungskämpfe zwischen Krewo-Smorgon-Narotsch-Tweretsch

#### 1917
- bis 18. Mai – Stellungskämpfe zwischen Krewo-Smorgon-Narotsch-Tweretsch
- 18. Mai bis 2. Juni – Transport nach dem Westen
- 18. Mai bis 8. Juni – Reserve der 4. Armee
- 11. bis 20. Juni – Kämpfe vor der Siegfriedfront
- 21. Juni bis 8. August – Kämpfe in der Siegfriedstellung
- 08. bis 15. August – Reserve der Heeresgruppe „Kronprinz Rupprecht“ bei Lille
- 15. August bis 23. September – Schlacht in Flandern
- 23. bis 26. September – Stellungskämpfe in Flandern und Artois
- ab 26. September – Stellungskämpfe auf den Maashöhen bei Combres, Les Éparges und an der Grande Tranchée de Calonne

#### 1918
- bis 25. April – Stellungskämpfe auf den Maashöhen bei Combres, Les Éparges und an der Grande Tranchée de Calonne
- 26. bis 29. April – Schlacht um den Kemmel
- 29. April bis 29. Juli – Stellungskrieg in Flandern
- 29. Juli bis 3. August – Bewegliche Abwehrschlacht zwischen Marne und Vesle
- 04. bis 9. August – Stellungskämpfe zwischen Oise und Aisne
- 08. August bis 3. September – Abwehrschlacht zwischen Somme und Oise
  - 28. August bis 3. September – Schlacht am Nordkanal bei Nesle und Noyon
- 04. bis 18. September – Kämpfe vor der Siegfriedfront
- 19. September bis 8. Oktober – Abwehrschlacht zwischen Cambrai und St. Quentin
- 10. Oktober bis 4. November – Kämpfe vor und in der Hermannstellung
- 05. bis 11. November – Rückzugskämpfe vor der Antwerpen-Maas-Stellung
- ab 12. November – Räumung des besetzten Gebietes, Marsch in die Heimat und dortige Demobilisierung

## Gliederung

### Kriegsgliederung vom 25. März 1915
- 214. Infanterie-Brigade
  - Reserve-Infanterie-Regiment Nr. 7
  - Reserve-Infanterie-Regiment Nr. 56
  - Infanterie-Regiment „Markgraf Karl“ (7. Brandenburgisches) Nr. 60
  - 2. und 3. Eskadron/Jäger-Regiment zu Pferd Nr. 12
  - Feldartillerie-Regiment Nr. 241
  - Pionier-Kompanie Nr. 241

### Kriegsgliederung vom 4. Januar 1918
- 241. Infanterie-Brigade
  - Reserve-Infanterie-Regiment Nr. 7
  - Reserve-Infanterie-Regiment Nr. 56
  - Infanterie-Regiment „Markgraf Karl“ (7. Brandenburgisches) Nr. 60
  - 2. Eskadron/Jäger-Regiment zu Pferd Nr. 12
- Artillerie-Kommandeur Nr. 121
  - Feldartillerie-Regiment Nr. 241
- Pionier-Bataillon Nr. 121
- Divisions-Nachrichten-Kommandeur Nr. 121

## Kommandeure
| Dienstgrad                   | Name              | Datum                                   |
| ---------------------------- | ----------------- | --------------------------------------- |
| General der Infanterie z. D. | Ernst Wagner      | 19. März bis 24. Mai 1915               |
| Generalleutnant              | Kurt von Ditfurth | 25. Mai 1915 bis 8. Dezember 1917       |
| Generalmajor                 | Ludwig Breßler    | 09. Dezember 1917 bis 17. Dezember 1918 |